# Sztálin-szobor (Budapest)
A budapesti Sztálin-szobor a mai Ötvenhatosok terén, a Városligeti fasorral szemben állt. 1951-ben állították fel, majd 1956-ban, a forradalom első napján ledöntötték és darabjaira törték. A szobor nélküli talapzat az átépítése után az április 4-ei és a május 1-jei felvonulásokon használt, úgynevezett dísztribünként funkcionált, majd az 1990-es években lebontották. A korabeli terv szerint pontos, de jóval nagyobb másolata a Sztálin születésnapjára küldött ajándékszobornak. A szobor a közhiedelemmel ellentétben nem a Regnum Marianum templom helyén, hanem mintegy 200 méterrel arrébb állt.

## Előzmények
A városligeti Sztálin-szobor felállítása előtt is léteztek más, Sztálint ábrázoló művek, hiszen Csorba Géza, Pátzay Pál és Kisfaludi Strobl Zsigmond is egyaránt Sztálinnal kapcsolatos műveikért kaptak Kossuth-díjat, ahogy arról a Szabad Művészet című folyóirat 1950. évi számai is beszámoltak.
Kisfaludi Strobl egy három méter magas márványszobrot készített Sztálin születésnapjára, ahol egy 4 tagú család ünnepli a vezért. Prohászka László szerint „a mérhetetlenül giccses, hajbókoló alkotás Kisfaludi Strobl Zsigmond művészi pályafutásának egyértelmű mélypontja. Nem csoda, hogy önéletírásában említést sem tesz a művéről...” Az eredeti szobrot elküldték Sztálinnak, a mészkőből készült másolatát pedig 1950. áprilisában avatták fel a Szabadság téren, talapzatán a „A nagy Sztálinnak a hálás magyar nép 1949” felirattal.
Csorba Géza szobra a Erzsébet tér autóbusz-pályaudvar (akkori nevén Sztálin téri MÁVAUT végállomás) falára került. Ezen Sztálin balra tekintő profilja volt látható. Mivel a szobor nem tömjénezte és nem idealizálta a vezért, ezért Prohászka szerint ez is lehetett az oka, hogy Csorba alig kapott komoly megbízást az 1950-es években.
Pátzay Pál kifejezetten Sztálin-mellszobra miatt kapta a Kossuth díjat, de a szobor nem került köztérre, viszont több példánya készült el Rákos Manó államosított öntőműhelyében.
E három előzmény után született meg a Városligetben felállított monumentális Sztálin-szobor.

## A szobor tervezése és felállítása

### A pályázat

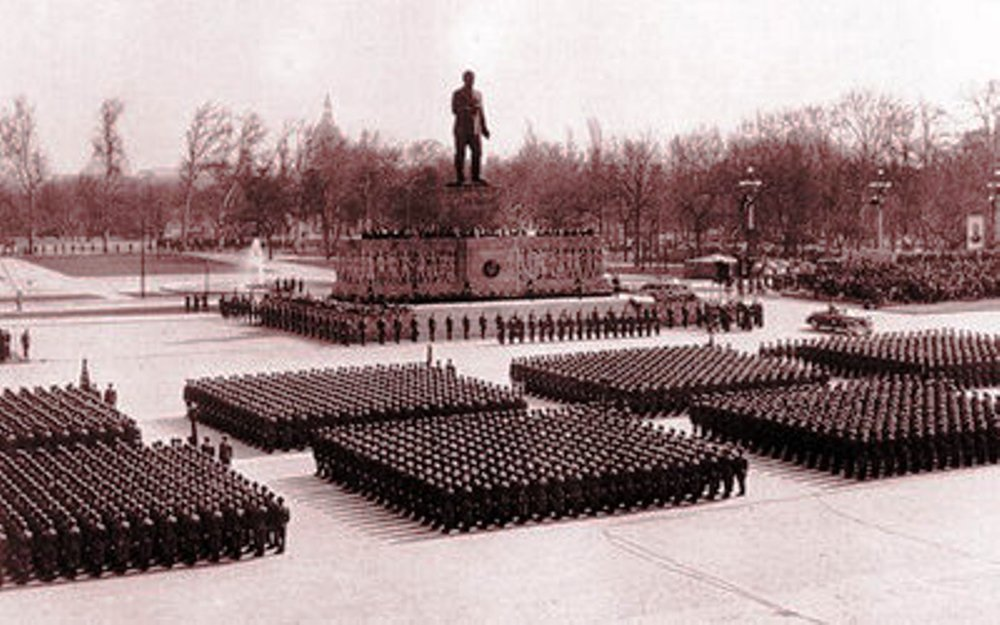
Katonai díszszemle a szobor előtt

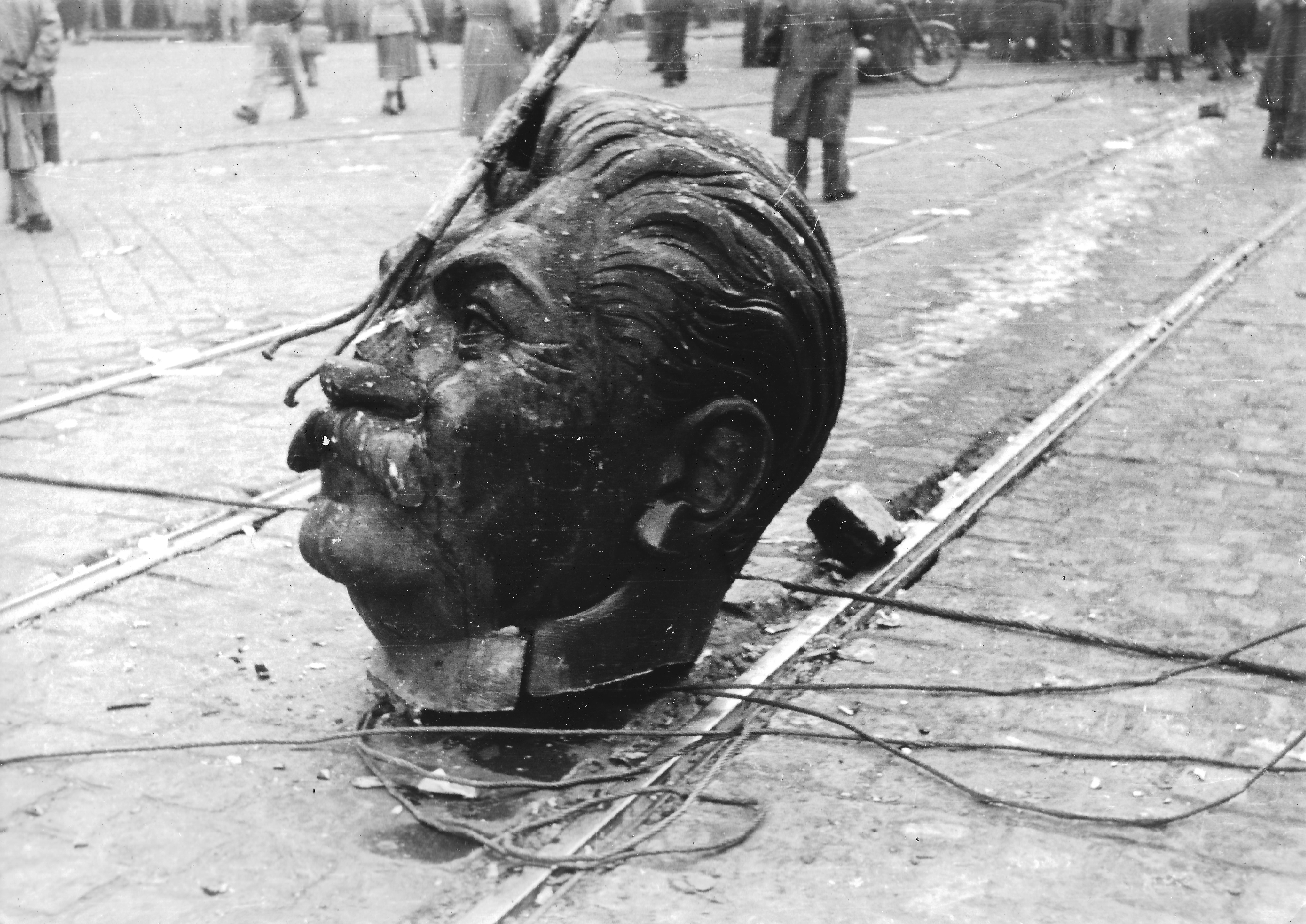
A szobor feje a Blaha Lujza téren

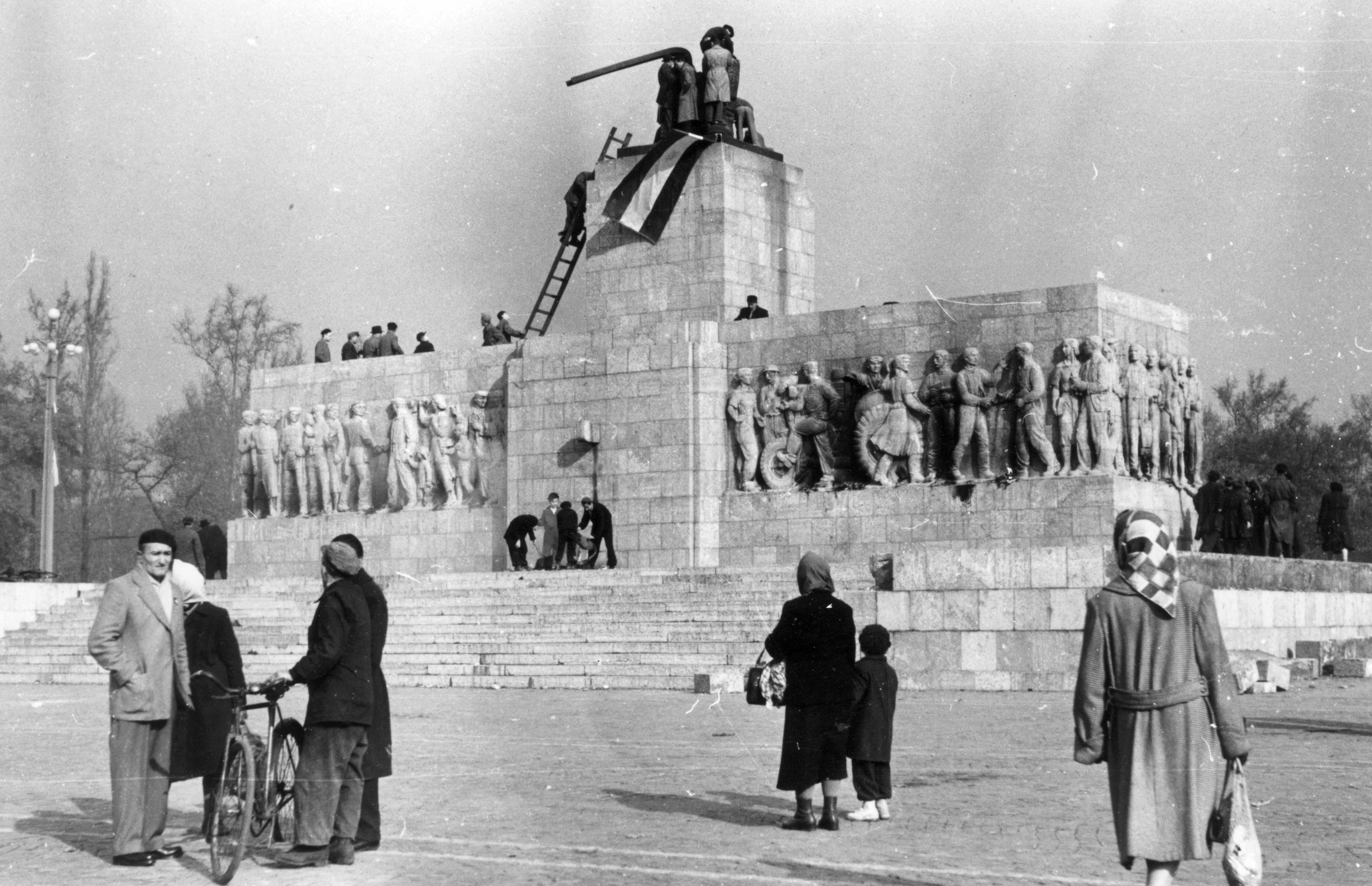
A szobor talapzaton maradt csizmái 1956. október 23. után

A budapesti Sztálin-szobor felállításáról a budapesti Törvényhatósági Bizottság 1949. december 20-án hozott határozata döntött, két nappal Sztálin 70. születésnapja és a neki szánt születésnapi szobor átadása után (Sztálin valójában 1878-ban született).
Eszerint:
- „1.) Budapest legszebb útját, az Andrássy utat Joszif Visszarionovics Sztálin generalisszimuszról, az egész haladó és békére törekvő emberiség lángeszű vezéréről Sztálin útnak nevezi el;
- 2.) Sztálin generalisszimuszról művészi kivitelben és méretben méltó emlékművet készíttet és állíttat fel a főváros erre legméltóbb és legalkalmasabb helyén, a határozati javaslat elfogadásától számított egy esztendőn belül;
- 3.) Budapest erre alkalmas és méltó helyén felállítja annak a szobornak a másolatát, melynek eredetijét a magyar nép hálája jeléül ajándékozta Sztálin generalisszimusznak születésnapjára”.

A szobor elkészítésére az MDP Központi Vezetősége zártkörű pályázatot írattatott ki, amire a hivatalosan 16 tagú bírálóbizottság 25 szobrászt hívott meg. A részvételnek feltétele volt, hogy a szobornak 1950. december 15-re el kell készülnie.
A pályázat nem várt, gyenge eredményt hozott. Pongrácz Károly vb-elnök 1950. december 12-i nyilatkozata szerint „...[a szobrok] csapnivalóan rosszak voltak... Vannak eltorzított alakok, olyanok, amelyeknek készítői ellen mindjárt vizsgálatot kellene indítani.” Archív fotók tanúsága és Prohászka László véleménye szerint Pongrácz nem túlzott a szobrok színvonalát illetően, annak ellenére, hogy abban az időben senki nem merte volna Sztálint szándékosan kifigurázni. A pályázat egyik résztvevője, Antal Károly szerint „rettegés közepette” készítették el egy gipsz Sztálin-szobrot, amit egy ünnepség dekorációjának szántak, és amikor a szobor orra megsérült, az ÁVH kezdte a tetteseket kinyomozni.
A felkért szobrászok közül mindössze egy nem vett részt a pályázaton: Medgyessy Ferenc. A maradék 24 pályázó közül négy került be a második fordulóba: Borsos Miklós, Farkas Aladár, Kisfaludi Strobl Zsigmond és Mikus Sándor.
A 25 meghívott szobrász pályázata közül politikusokból és művészekből álló zsűri választotta ki Mikus Sándor Kossuth-díjas alkotó tervét. Eredetileg hat méter magasra tervezték, de végül nyolc méteres lett, a talapzat pedig még tíz méterrel tette magasabbá. A szobor bronzból, talapzata tatai vörös mészkőből készült. A tervek között szerepelt, hogy a szobor két oldalára tribünsort építenek, de az erről szóló határozat csak 1951-ben született meg.

### A helyszín
A Dózsa György út Ajtósi Dürer sor és Hősök tere közötti, Városligethez tartozó szakaszt 1951 és 1953 között 85 méteresre szélesítve leburkolt térré alakították. A tér kiképzéséről és a talapzat tribünként való használatáról végül több kör után csak 1951. július 4-én született döntés. Ekkor határozták el, hogy 360 méter hosszan 85 méterre szélesítik a Dózsa György utat, a szobrot 75 méter mélyen állítva fel a térben. Elbontották az útba eső építményeket (1951-ben a Regnum Marianum templomot, 1952-ben a Városligeti Színházat, valamint egy villamos-végállomást is), kivágták a fákat, felépítették a talapzatot, ideszállították a szobrot, kövezetet és egyedi, 8+1 gömblámpás kandelábereket állítottak fel. A térrendezés Gebhardt Béla tervei szerint készült; összesen 60 ezer négyzetméter kő, 48 ezer négyzetméter beton és 10 ezer négyzetméter aszfaltburkolatot terítettek le.

### Szoboravatás
A Majakovszkij utca (ma: Városligeti fasor) torkolatával szemben felállított szobor 1951. december 16-i avatásán nyolcvanezer ember vett részt. Az 1953-tól Sztálin térnek, később a köznyelvben Felvonulási térnek, 2006 óta hivatalosan Ötvenhatosok terének nevezett terület ekkor vált a hivatalos állami ünnepségek felvonulási helyszínévé.
A talapzat domborművei csak 1953. május elsejére készültek el. A cselekmény az alapzat hátsó részén kezdődött, ahol a hadba induló szovjet katona búcsúzott családjától, majd a harc és a felszabadulás jelenetein keresztül el lehetett jutni a Sztálinnak köszönhetően megkezdődő békés újjáépítés szimbólumáig, „a sport, a nevelés, a tudomány és a művészet újjáéledéséig”. „Némelyek az egyetlen jó Sztálin-szobornak tartották” – írja Szíj Rezső az alkotóról szóló könyvében.

## A szobor ledöntése és darabokra törése
1956. október 23-án a Felvonulási téren került sor a forradalom első tényleges, közös akaraton alapuló és később a leginkább szimbolikussá vált tettére: a Sztálin-szobor ledöntésére. 
1956-ban a forradalmi követeléslisták mindegyikének része volt a Sztálin-szobor eltávolítása. A MEFESZ október 22-i műegyetemi diákgyűlésén elfogadott 16 pontot, amelyet a 23-i tüntetéseken másolatokban nagy példányszámban terjesztettek, illetve ki is ragasztottak a városban, ezt sokan a forradalom fő követeléseinek tekintették.  A 13. pontja ez volt: „Követeljük, hogy a sztálini zsarnokság és politikai elnyomás jelképét, a Sztálin-szobrot a leggyorsabban bontsák le, és helyébe az 1848–49-es szabadságharc hőseinek és mártírjainak méltó emlékművet emeljenek.”
A felkelők nem vártak arra, hogy a hatalom hajtsa végre a követelést. Október 23-án délután a Nemzeti Színháznál (a Blaha Lujza téren) összegyűlt tömegben konkrét ötletként vetődött fel, hogy a szobrot népítélettel döntsék le. Az áruház előtt lévő kis szobornál egyetemisták szavaltak, és miután felolvasták a követelések pontjait, az emberek a körúton hamarosan a Városliget felé indultak. Útközben egyre többen csatlakoztak hozzájuk, köztük teherautók, amelyek sofőrjei vállalkoztak az emberek szállítására, miután meghallották, miről van szó.
Pongrátz András, 17 éves diák az Eötvös Loránd Gépipari Technikumban, akit nem érdekelt a politika, Soroksárra hazafelé menet a Blaha Lujza téren csoportosulást látott. Leugrott a villamosról, és nem sokkal később a mai Felvonulási téren álló Sztálin-szobornál találta magát, ahol részt vett a szobor ledöntésében.
Végre-valahára sikerült elég helyet biztosítani és a teherautókat beindítani. Majd a nyakba kötött drótkötelekkel meghúzni a gyűlölt dromedár jelkép-szobrát. Egyszerre, megint és megint, húzd meg, vigyázz! – a szobor nem moccan. A drótkötelek egymás után szakadtak el, és mi mérgünkben és tehetetlenségünkben a sírás szélén álltunk. De azt mondtuk: ember tette oda, ember le kell tudja onnan vegye. Tovább kellett okoskodnunk. Az egyik gépipari technikumba járó fiú (mint én) azt mondja, iskolája aránylag a közelben van, s van ott gázhegesztő és vágó apparátus is. Na, mindjárt elindul vagy öt fiú, és kis idő múltán megérkeznek a vágóval. A tömeg ujjong, ahogy tovább dolgozunk – de ahelyett, hogy fogyna, egyre csak nő, nő és nő. Akad segítség bőven, többen is voltunk, akik értettünk hozzá, mert az iskolában vagy a munkahelyeken mint munkások vagy ipari tanulók dolgoztunk. Ekkor nagy hozzáértéssel, most már szinte percek alatt elvágtuk a térd alatt a szobrot – de a legnagyobb probléma megint csak az volt, hogy a segíteni akaró tömeget miként tudjuk hátrébb vonni. Ott, akkor nem volt főnök vagy beosztott, tanuló vagy tanár. Ott mindenki egyenlő volt, és mindenki segíteni akart. Úgy is történt – a tömeget végül sikerült hátrakönyörögni. S akkor a teherautók a most már meggyengített szobrot nagy recsegések és ropogások közt le tudták húzni. Talán addigi életem legörömtelibb pillanata volt, amikor a nagy tömegű, gyűlölt szimbólum nagy robaj közepette lezuhant a földre, és ott hevert. Diadalmasan felmásztunk rá, s mintha mindjárt az egész kommunizmust győztük volna le, örömmámorban úsztunk, és csak ölelgettük egymást.
Fráter Béla és Darics Lajos, a MÁVAUT alkalmazottai, lángvágóval vágták a csizma szárát, mert ott volt a legvékonyabb. A szobrot végül több órás próbálkozás után, este 21:37-kor sikerült ledönteni.
Az emberek a ledöntött szobortestet egészen a Blaha Lujza térig vonszolták, ott tovább darabolták, szétverték. Sokan elvittek apró darabokat emlékként. A talapzaton csak a szobor csizmája maradt; az erről készült fényképek megjelentek az 1956-os forradalmi eseményekről készült legtöbb sajtótudósításban. A helyszínt a tréfás pesti népnyelv ezután sokáig "Csizma térként" emlegette.
Másnap, szerdán reggel: por, ágyúszó

és szenvedés; mégis, mikor átvágtam

a Hősök terén, mosolyognom kellett,

mert nem állt szobor többé a csizmában; –
Kopácsi Sándor, Budapest akkori rendőrfőkapitánya később a ledöntésre készülő tömegre utalva ezt mondta: „a tömeg szándéka nem keltett bennem félelmet, hiszen a Fővárosi Tanács már hónapokkal előbb tervet dolgozott ki a szobor áthelyezésére egy kevésbé látogatott helyre”.

## Kádár-korszak

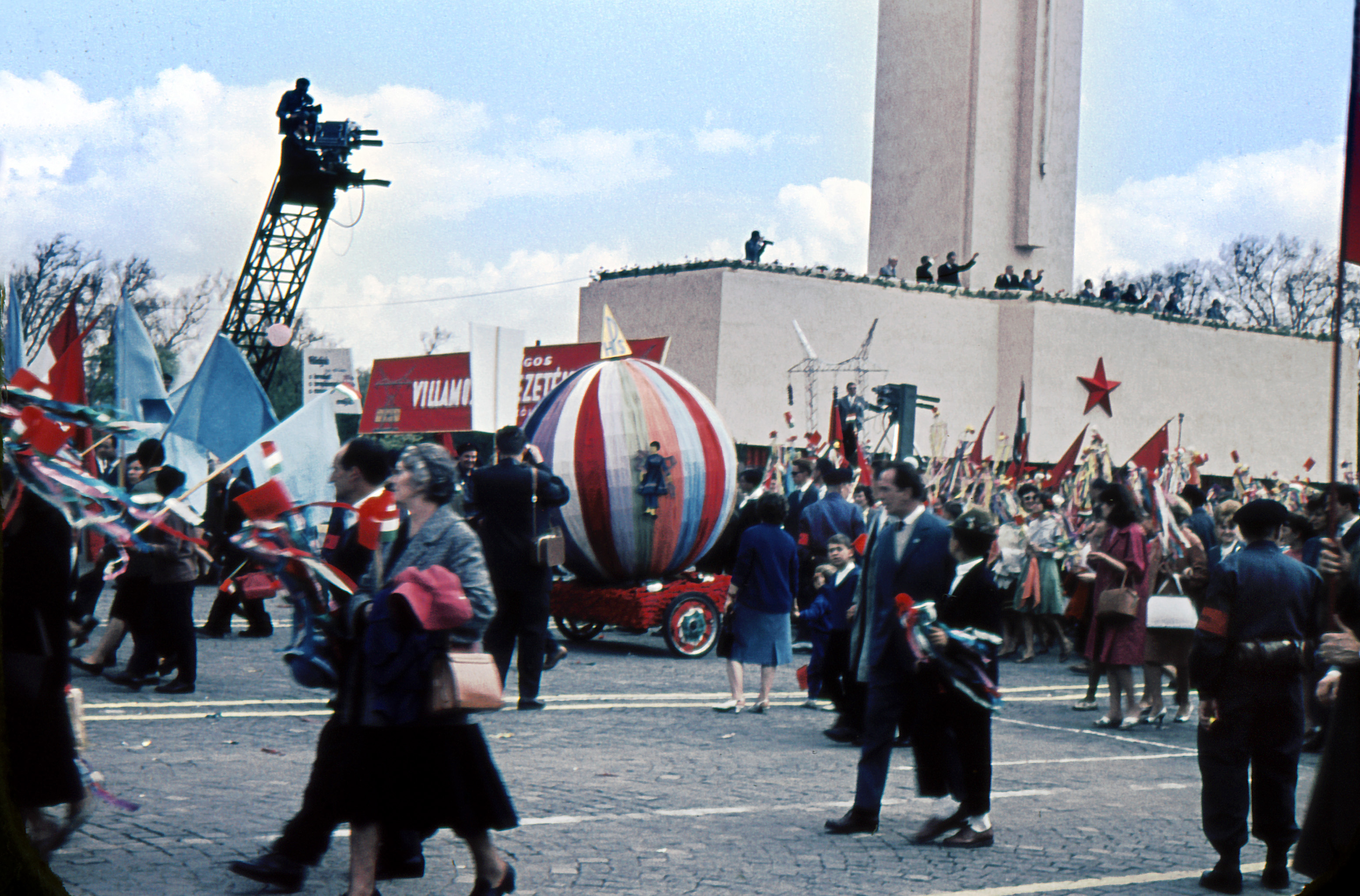
1957. május 1. Elindul a magyar televíziózás. Az első közvetítés a május 1-jei felvonulásról. A helyszínt karszalagos munkásőrök biztosították, vonulás közben lehetett csak fényképezni, megállni tilos volt. A – Sztálin-szobor talapzatából lett – tribün előtti fotó készítése csak a hivatásos fényképészek, a sajtó számára volt engedélyezve

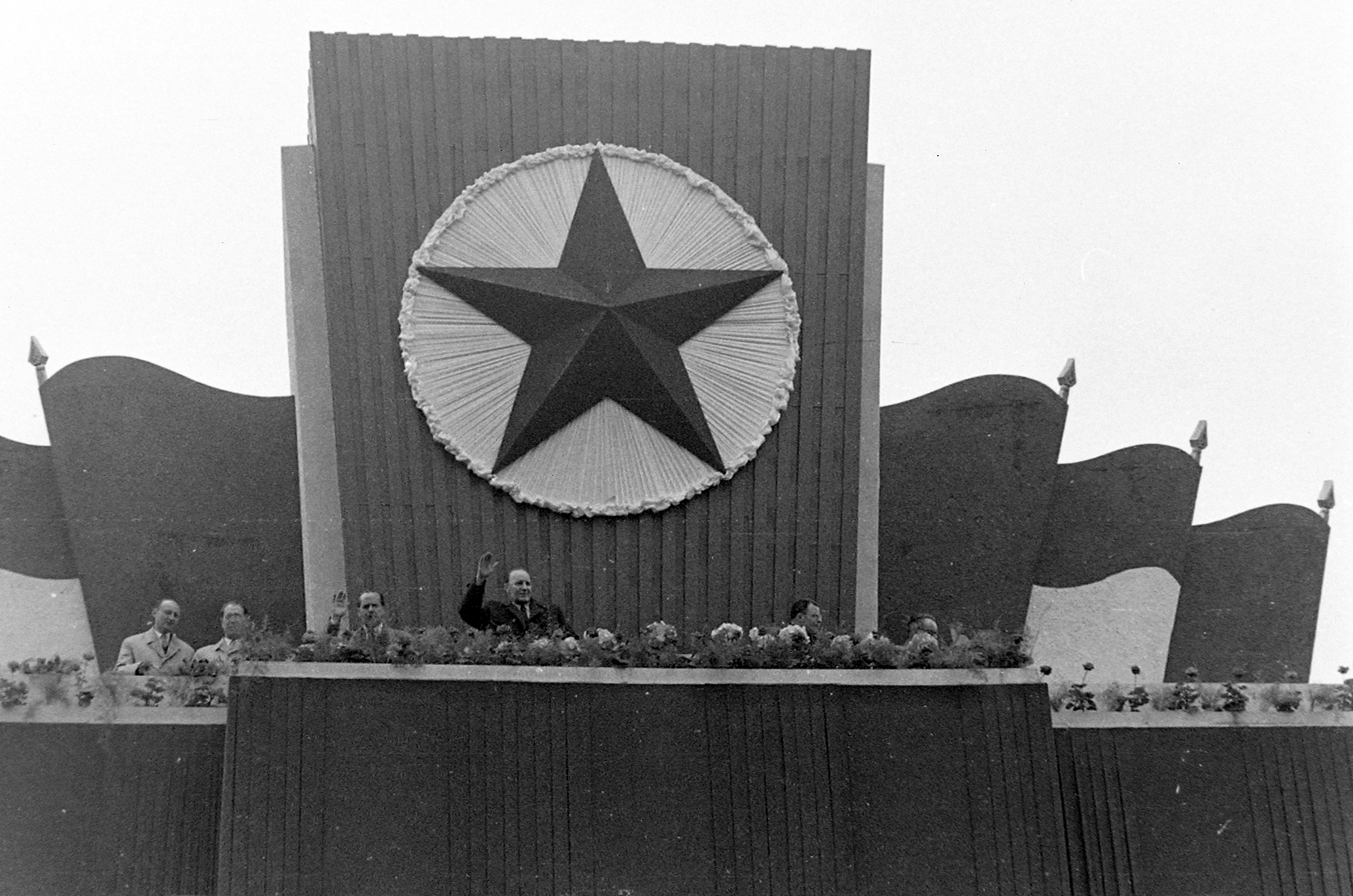
Az 1960-as dekoráció közepén Kádár János integet

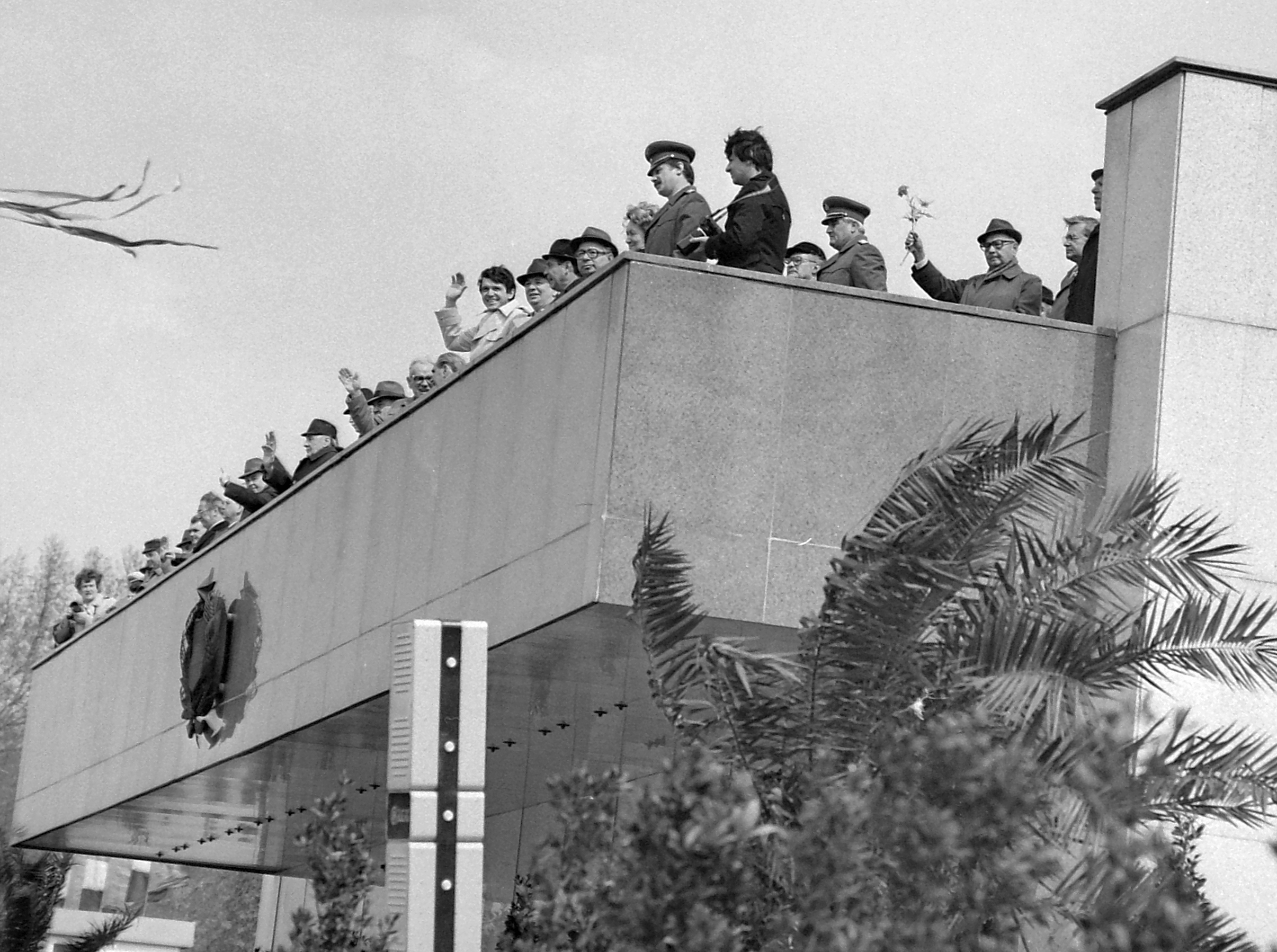
Az új, egyszerűbb tribün 1980-ban

1956 után a Kádár-korszak ideológiájába nem illett bele az egykori diktátor gigantikus szobrának visszaépítése. Sem az ötlet, sem a megvalósítás magas költségei nem tetszettek a pártvezetésnek. A talapzatot egyszerű dísztribünné építették át, amelyről 1957-et kivéve minden év április 4-én és május 1-én a Minisztertanács vezetői integettek az előttük elvonuló tömegnek. A domborműveket eleinte csak rászerelt lapokkal letakarták, majd 1975-ben átalakították az alépítményt: szétbontották a megviselt tatai mészkőburkolatot, majd carrarai márvánnyal és gránittal burkolták a tribünt. Ekkor tönkretették az eredeti, évtizedek óta eltakart domborműveket, kiváltva a szobrász, Mikus Sándor tiltakozását.
A Műcsarnokhoz közelebb 1965-ben Pátzay Pál négy méter magas Lenin-szobrát állították fel a Felvonulási térre, amit 1990 júliusában eltávolítottak és 1993-ban a Szoborparkban állítottak ki.

## A rendszerváltás után
Az 1989-es rendszerváltást követően funkció nélkül maradt tribün burkolatát ismeretlen tettesek eltulajdonították és sokáig a csupasz vasbeton váza éktelenkedett a téren. 1991. június 28-30. között a szovjet csapatok kivonulását ünneplő Viszlát Iván! fesztivál rockkoncertje számára használták színpadként. A emlékezetes könnyűzenei eseményen fellépett többek között a Pál utcai fiúk együttes is. A romos tribünt ezután lebontották.

## Az új 56-os emlékmű

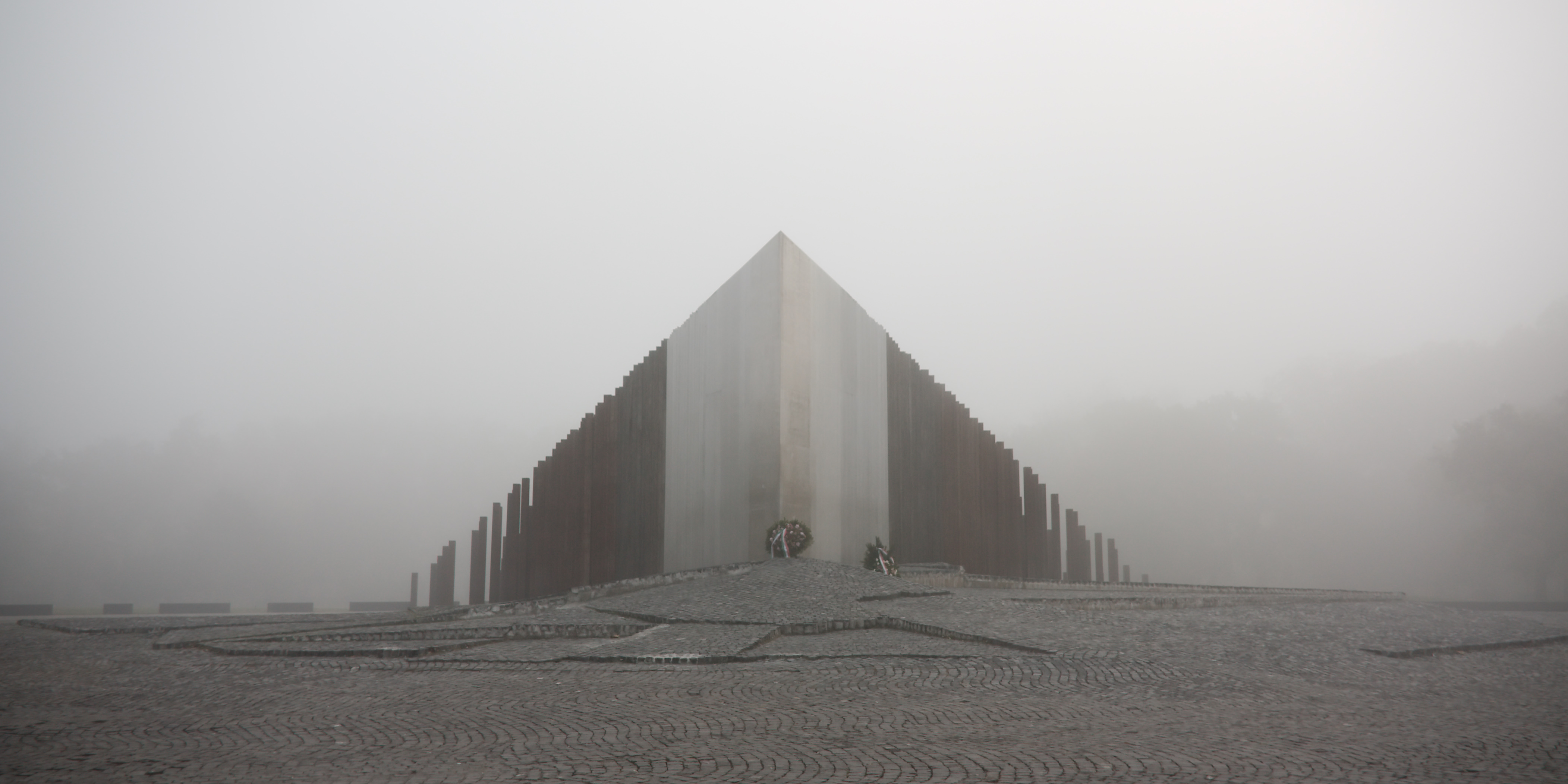
Az 1956-os központi emlékmű, Emődi-Kiss Tamás, György Katalin, Horváth Csaba és Papp Tamás alkotása (2013)

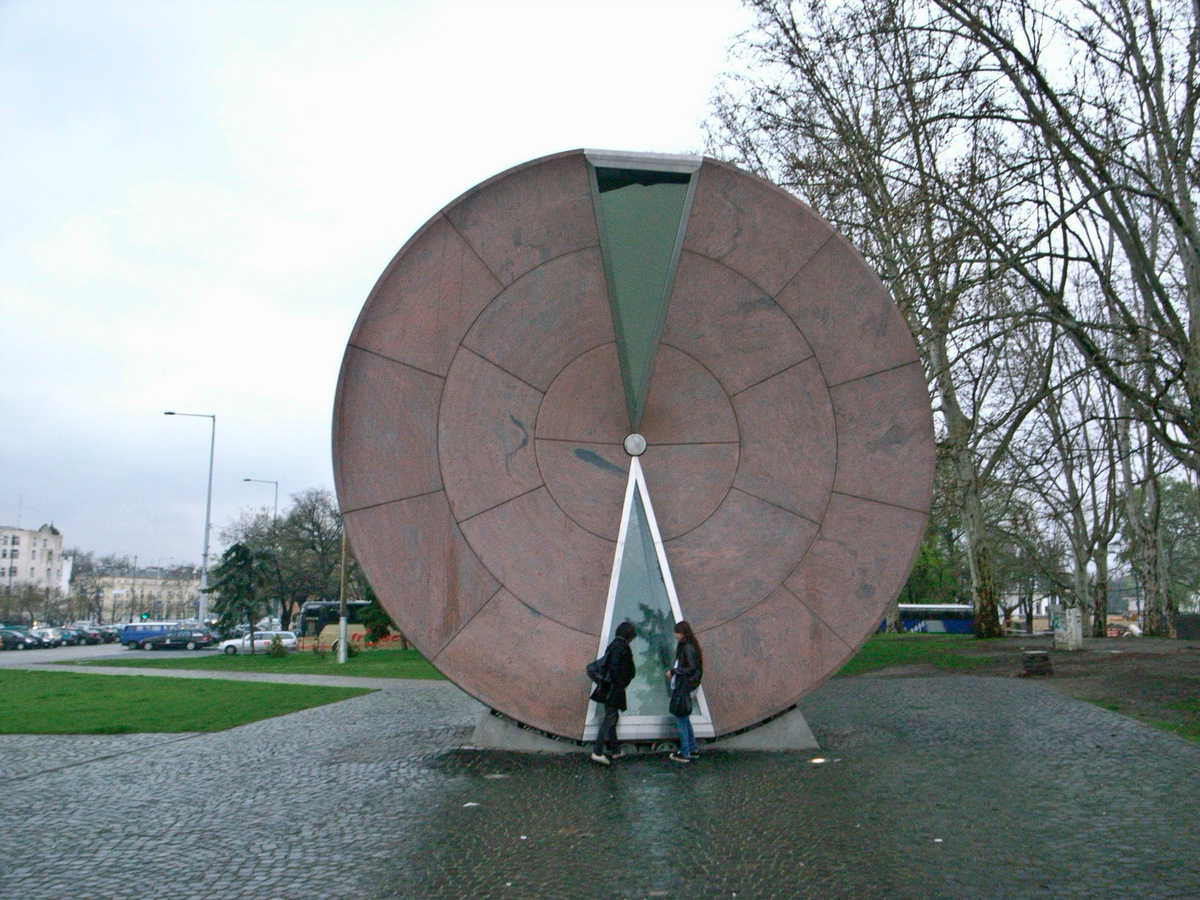
Az Időkerék, alkotója Herner János (2010)

A szobor és a tribün helyére 2006-ban állították fel a heves vitákat kiváltó, egyesekben szimpátiát keltő, másoknak viszont nem tetsző 1956-os központi emlékművet. A formája miatt az alkotást – a csizmákhoz hasonlóan – a tréfás pesti szleng rögtön el is nevezte „vaskefének”.
A Lenin-szobor helyén az Időkereket, a világ legnagyobb homokóráját 2004-ben állították fel és a Felvonulási teret 2006-ban átnevezték Ötvenhatosok terére.

## Emlékezete
A Blaha Lujza téren történt szétveréséről Kondor Vilmos is megemlékezik Budapest novemberben című regényében. 